# Partija demokratskog progresa
Die Partija demokratskog progresa ist eine Partei ethnischer Serben, die in Bosnien und Herzegowina sowie in Serbien aktiv ist. Sie wurde am 26. September 1999 in Banja Luka gegründet. Der Vorsitzende ist Branislav Borenović.

## Geschichte
Die PDP wurde am 26. September 1999 in Banja Luka gegründet. Ihr Präsident war bis 2015 Mladen Ivanić, welcher von Branislav Borenović abgelöst wurde.

## Wahlergebnisse
Während die Partei in ihren ersten Jahren Wahlerfolge verzeichnen konnte und im Jahr 2000 mit 12,3 % der Stimmen an einer Regierungsbildung beteiligt war, verliert sie seit 2002 deutlich an Stimmen und ist seit 2002 in der Opposition vertreten. 2018 erhielt sie bei der Wahl der Nationalversammlung der RS 6,05 % der Wählerstimmen.